# Estación de Canha
La Estación Ferroviaria de Canha, también conocida como Estación de Canha, es una plataforma de la Línea de Vendas Novas, que sirve a la parroquia de Canha, en el Distrito de Setúbal, en Portugal.

## Descripción

### Vías y plataformas
En enero de 2011, disponía de dos vías de circulación, ambas con 680 metros de longitud, y dos plataformas, que tenían 40 y 30 centímetros de altura, y 50 y 40 metros de extensión.

## Historia
En agosto de 1903, esta estación se encontraba en construcción, en el ámbito del proyecto de la Línea de Vendas Novas; esta conexión fue inaugurada el 15 de enero de 1904.
En 1984, era utilizada por servicios regionales, siendo ya degradada a la categoría de Apeadero.